# Eupithecia fessa
Eupithecia fessa es una especie de polilla de la familia Geometridae. La especie fue descrita por primera vez por Mironov y Galsworthy habiendo sido descrita en 2010, con distribución en el noreste de la India y en Nepal. La envergadura es de unos 23 milímetros (0,9 plg). El holotipo descrito por Karl Dietze en 1910 fue hayado en el desierto Taklamakán, a poca distancia de la Ciudad de Aksu. La especie fue descrita luego en 1977 por András Mátyás Vojnits en Mongolia y luego fusionada con E. fessa en 2010.